# Шендлер, Юлий Иванович
Юлий Иванович Шендлер — советский хозяйственный и политический деятель.

## Биография
Родился в 1906 году. Член КПСС.
Окончил Московский энергетический институт.
В 1932—1956 гг. — старший инженер завода «Тизприбор», заместитель главного инженера треста «Теплоконтроль», главный инженер заводов № 233, 639, главный инженер треста «Теплоконтроль».
В 1956—1965 гг. — главный инженер Главного управления по производству средств автоматизации Министерства машиностроения СССР, начальник подотдела Госплана СССР, главный специалист, начальник Управления Государственного комитета приборостроения при Госплане СССР.
В 1965—1976 гг. — начальник ВГПХО по производству приборов контроля и регулирования технологических процессов.
За разработку и внедрение агрегатного функционально-аппаратурного комплекса пневматических средств «Центр» для построения АСУ технологическими процессами был как руководитель работы удостоен Государственной премии СССР в области науки и техники 1974 года.
Умер в 1976 году в Москве.